# François Diday
Pour les articles homonymes, voir Diday.
François Diday, né le 12 février 1802 à Genève, et mort dans la même ville le 28 novembre 1877, est un peintre suisse.

## Biographie
François Diday naît à Genève le 23 pluviôse an X de la République française, c'est-à-dire le 12 février 1802,. Il est le fils de Louis Diday et de Marianne Ducommun.
Originaire du canton de Vaud, il suit une éducation artistique à la Société des Arts. Des paysagistes tels que Charles Joseph Auriol, Joseph Hornung et Wolfgang Adam Toepffer lui ont également donné des cours et l'ont formé à leur art.
En 1821, François Diday se forme à Paris. En 1823, il travaille à l'atelier d'Antoine Gros à Paris. Avec Adrien Rival, il reçoit en 1824 une petite bourse pour un séjour en Italie. Ce séjour en Italie influence le thème de ses œuvres, mais il peint aussi des paysages de montagne de l'Oberland bernois, de la Savoie et du Léman qu'il expose. Ses œuvres sont remarquées par le peintre français Alexandre-Auguste Robineau (1747-1828).
Vers 1830, François Diday ouvre son atelier et forme de jeunes peintres. Il prend la tête de l'école de la peinture alpestre à Genève, critiquée par les peintres français comme ne représentant que des paysages de montagne. Les tableaux de François Diday se caractérisent par une lumière harmonieuse qui éclaire le paysage.
François Diday a reçu des récompenses, notamment à Paris (médaille d'or en 1841 et légion d'honneur en 1842 pour son tableau Le Lac de Brienz ou Les Baigneuses) et à Vienne en 1873 (médaille de bronze à l'Exposition universelle). Il exposa aussi à Berlin et en Suisse.
En politique, il entre au Conseil municipal de la ville de Genève en 1854. À sa mort, il a légué une partie de ses biens à la ville de Genève à travers la Fondation Diday et à la Société des Arts dans le but de promouvoir l'art au travers de concours et d'acquisition d'œuvres.
Il est enseveli au Cimetière des Rois à Genève.

François Diday, Orage sur le Léman, 1839, Musée des beaux-arts de La Chaux-de-Fonds

## Élèves notoires
- Alexandre Calame (1810-1864)
- Charles Giron (1850-1914), avant 1872

## Expositions
- Genève : Musée Rath : Musée de l'Athénée, 1957 (Cent ans de peinture genevoise : à l'occasion du centenaire de la Société des amis des beaux-arts)[5].

## Distinctions
- Chevalier de la légion d'honneur (Paris, le 9 mai 1842).
- Chevalier de l'ordre de Léopold (Belgique, le 12 janvier 1846)[6].

## Postérité
Une rue à Genève porte son nom, la Rue François Diday. Un buste en bronze est érigé et inauguré en 1885 au Jardin anglais.